# أنديرس نيلسون
أنديرس نيلسون (بالسويدية: Anders Nilsson)‏ هو منتج أسطوانات وكاتب أغاني سويدي، ولد في 14 أغسطس 1980 في غالو ‏ في السويد.

## وصلات خارجية
- الموقع الرسمي